# Hérilos de Cartago
Hérilos (também designado por Herillus ou Erillus) (em grego:  Ἥριλλος) (século III a.C.) de Calcedónia (ou Cartago), foi um filósofo estoico e discípulo de Zenão de Cítio.

## Filosofia
Hérilos diferia de maneira significativa dos ensinamentos de Zenão, e afirmava que o conhecimento (ἑπιστήμη) era o objectivo (τέλος) da vida:
Hérilos dizia que o bem supremo era o conhecimento, quer isto dizer, sempre conduzir a si próprio de tal maneira a referir tudo o resto ao princípio de viver de acordo com o conhecimento, e não se deixar enganar pela ignorância.
Também dizia que havia um segundo objectivo subordinado (ὑποτελής, hypoteles). Este objectivo era relacionado com a terminologia estoica oikeiôsis (οἰκείωσις): o impulso primário das criaturas vivas. Afirmava também que as pessoas que não eram sábias almejavam ao objectivo subordinado, mas que apenas as pessoas sábias almejavam ao objectivo primário.
Cícero acusava Hérilos de sugerir que havia dois objectivos separados na vida:
 Assim deveremos adoptar dois diferentes planos de conduta na vida: pois ele afirma que existem dos bens supremos não conectados entre si; mais se eles fossem bens reais, eles deviam ser unidos; mas no presente estão separados e como tal não poderão ser unidos.
Hérilos também via as praticidades da vida quotidiana, apesar de necessárias, como não tendo nenhum valor ético, por não contribuírem para o bem supremo, e por esta razão Cícero frequentemente o associa com a algo diferente filosofia de Aristo de Cítio.

## Obras
É dito que Hérilos escreveu as seguintes obras:
- Περὶ ἀσϰήσεως - Do Exercício
- Περὶ παθῶν - Das Paixões
- Περὶ ὐπολήψεως - Da Suposição
- Νομοθέτης - O Legislador
- Μαιευτιϰός - Maiêutica
- Άντιφέρων - O Desafiante
- Διδάσϰαλος - O Mestre
- Διασϰευάζων -
- Εὐθύνων -
- Ἑρμῆς - Hermes
- Μήδεια - Medeia
- Θέσεων ἠθιϰῶν - Temas Éticos
- Alguns diálogos